# Книга черепов
«Книга черепов» (англ. The Book of Skulls) — фантастический роман американского писателя Роберта Силверберга. Впервые опубликован в 1972. Русский перевод вышел в 2001. Роман номинировался на премию Небьюла в 1972 и Хьюго в 1973 годах.

## Сюжет
Сюжет книги составляет совершенно невероятная история. Один студент случайно находит в библиотеке старинную рукопись, в которой содержится обряд, дарующий человеку бессмертие. Позже он находит в газете заметку, в которой описывается существующий на территории штата Аризона действующий монастырь, описание которого живо ему напоминает антураж, описанный в рукописи. Он и ещё трое его приятелей отправляются туда, в надежде обрести бессмертие. Согласно правилам ритуала, один из них должен покончить с собой, а другой — убит, но остальные двое получат желаемое.
Этот сюжет позволяет автору создать психологически напряженное повествование, в котором каждый из персонажей раскрывается до самых потаенных глубин своей жизни. Роман насыщен откровенными сексуальными и разного рода бытовыми сценами. В произведении дается тонкий анализ внутренней жизни персонажей, стоящих на пути познания самих себя.

## Награды и номинации
В 2005 году роман включили в антологию «Horror: Another 100 Best Books», эссе по произведению написал Стивен Бакстер.

### Лауреат
- 1991 — Премия Лазара Комарчича в номинации «Зарубежный роман» за 1989/1990.

### Номинант
- 1972 — Премия «Небьюла» за лучший роман.
- 1973 — Премия «Хьюго» за лучший роман.
- 1973 — Премия «Локус» за лучший роман.